# Ali Mezher
Ali Mezher (in arabo  علي مزهر.‎?; Beirut, 22 marzo 1994) è un cestista libanese.

## Carriera
Ha iniziato la sua carriera professionistica nel 2013 con l'Hoops Club, squadra della Lebanese Basketball League, dove ha giocato fino al 2017. Durante la stagione 2016–2017, ha registrato una media di 17,9 punti, 8,1 assist, 4,4 rimbalzi e 1,6 palle rubate a partita. Queste prestazioni gli hanno valso un contratto con il Sagesse  per la stagione 2017-2018. L'anno successivo, si è trasferito al Champville SC, dove ha disputato la stagione 18-19. L'anno successivo ha iniziato la stagione con la maglia del Beirut Club, ma dopo solo quattro giornate la Lebanese Basketball League venne sospesa a causa della pandemia da COVID-19. 
Nell'estato del 2020 venne annunciata la sua firma per il Dynamo Club per tre anni, squadra che all'epoca militava nella seconda divisione.L'avventura di Mezher con il Dynamo Club durerà solamente metà stagione, per fare ritorno, nel dicembre 2020 al Sagesse, dove ha giocato fino al 2023.
Nel 2023, ha firmato un contratto di tre anni con il Beirut Club, squadra in cui milita attualmente.

### Nazionale
Con la casacca della nazionale del Libano ha disputato due edizioni dei Campionati asiatici (2017, 2022) ed al Campionato del mondo 2023. Inoltre ha fatto parte della squadra che ha conquistato la vittoria per il Libano nella Coppa delle Nazioni Arabe 2022, vincendo la finale contro la Tunisia con il punteggio di 72-69. Inoltre, ha conquistato la medaglia d'argento alla FIBA Asia Cup 2022.

## Palmarès

### Squadra
- Lebanese Basketball Cup: 1

Beirut Club: 2024
- Arab Club Basketball Championship: 1

Beirut Club: 2023

### Nazionale
- Arab Basketball Championship: 
 Dubai 2022
- FIBA Asia Cup: 
 Indonesia 2022
- WABA Championship: 
 Giordania 2017